# Hildegard Peters
Hildegard Peters (* 30. Juni 1923 in Bielefeld; † 30. Dezember 2017 in Norden) war eine deutsche Malerin und Lehrerin. Sie lebte und wirkte in Norden, Ostfriesland.

## Herkunft
Hildegard Peters wuchs zusammen mit drei Geschwistern in einem musisch interessierten und weltoffenen Elternhaus auf. Die Familie ihres Vaters kam aus Ostpreußen, die ihrer Mutter aus Ostfriesland. Durch die Bekanntschaft mit Heinrich Becker, dem 1933 im Zuge der nationalsozialistischen Machtergreifung entlassenen Leiter des Kunsthauses in Bielefeld (heute Kunsthalle Bielefeld), fanden intensive Begegnungen mit Werken zeitgenössisch-moderner Kunst statt: Becker besaß Werke von Ernst Barlach, Käthe Kollwitz, Otto Pankok, Peter August Böckstiegel, Wilhelm Morgner und Oskar Kokoschka. 1942 machte Peters am Bielefelder Auguste-Viktoria-Gymnasium ihr Abitur.

## Studium und Studienaufenthalte
Nach einem Arbeitseinsatz in einem Kindergarten in Halle (Westf.) nahm sie in Berlin zum Sommersemester 1943 das Studium der Kunsterziehung an der Hochschule für Kunsterziehung auf, einer Vorgängereinrichtung der heutigen Universität der Künste Berlin. Dort besuchte sie Veranstaltungen von Karl Rössing. Während der Semesterferien arbeitete sie im Bielefelder Unternehmen Dürkopp, wo sie durch Dolmetscheraufgaben französische Studenten kennenlernte, die in diesem Rüstungsbetrieb als Fremdarbeiter tätig waren. 1943/44 setzte sie ihr Studium mit den Fächern Französisch und Kunstgeschichte an der Philipps-Universität Marburg fort. An dieser Hochschule belegte sie unter anderem Vorlesungen von Richard Hamann. In den Semesterferien 1944 führte sie ein kriegsbedingter Studenteneinsatz nach Metz, dort arbeitete sie als Kartenzeichnerin.
1948 führte sie an der Universität zu Köln ihr Studium mit Fächern Französisch und Philosophie fort. Zugleich trat sie in die Klasse von Otto Pankok an der Kunstakademie Düsseldorf ein. Pankok hatte als Mensch und Lehrer große Bedeutung für Peters. Ein Jahr später gehörte sie zu den Teilnehmern eines studentischen Sommercamps, das im Kasteel Bouvigne in Breda stattfand. Ferner besuchte sie 1949 die Ausstellung „Expressionisme. Van Gogh tot Picasso“ im Stedelijk Museum in Amsterdam, die sie stark beeindruckte.
1950 reiste Peters zu einem Studienaufenthalt nach Paris. Im selben und im darauffolgenden Jahr hielt sie sich zu Studienzwecken für zehn Monate in Algerien, am Fuß des Atlas auf. 1953/54 war sie Stipendiatin des französischen Staates und studierte für zwei Semester Französisch an der Sorbonne sowie Kunst an der École des Beaux-Arts. In der französischen Hauptstadt besuchte sie darüber hinaus das Atelier 17 von Stanley William Hayter und die Werkstatt des Lithografen Georges Dorfinant.
1956 bestand sie das Staatsexamen für das höhere Lehramt in den Fächern Kunst, Werkunterricht, Französisch und Philosophie. In ihrer Staatsexamensarbeit befasste sie sich mit den Beziehungen des Kölner Doms zu französischen Vorläufern. Ihr Referendariat absolvierte sie in Düsseldorf.
1958 reiste Peters erstmals für einen Studienaufenthalt nach Marokko. 1961 malte sie dort Die Trommler des Königs im Hof des Palastes von Mohammed V. Ein Portraitauftrag kam durch den vorzeitigen Tod des Herrschers nicht zustande. 1964/65 lebte Peters erneut für ein halbes Jahr in Paris, dort widmete sie sich weiteren lithografischen Studien, vor allem im Atelier Clot, Bramsen & Georges.

## Berufstätigkeit
Von 1945 bis 1948 arbeitete Peters als Aushilfslehrerin mit den Fächern Kunst, Deutsch und Französisch. Zu ihren Arbeitsstätten gehörten ihre frühere Schule in Bielefeld, das Büro des britischen Hauptkommandanten in Herford sowie die Education Branch Düsseldorf in Bielefeld, die zum Verwaltungsapparat der CCG/BE zählte.
Von 1956 bis 1965 wirkte sie als Kunsterzieherin an der Realschule auf Norderney. Von 1965 bis zu ihrer Pensionierung 1987 lehrte sie Kunst, Werken und Französisch am Ulrichsgymnasium Norden.

## Kunstschaffen und Ausstellungen
Das Œuvre von Hildegard Peters besteht vor allem aus Gemälden, Lithografien, Holzschnitten und Zeichnungen. Ihre Handschrift – Zeichenstrich, Pinselführung, Farbgebung – wird als energisch beschreiben. Das Gegenständliche ihrer Motive bleibe dabei stets fassbar. Zu diesen Sujets zählen Einzelpersonen, Personengruppen, Blumensträuße, Landschaften und Ortsansichten. Unter den porträtierten Personen finden sich Familienmitglieder, Freunde und Bekannte ihrer Tochter sowie Künstler (wie zum Beispiel Vlatko Kučan oder Jean-Louis Barrault).
Hildegard Peters bestritt eine Vielzahl von Einzelausstellungen. Gezeigt wurden ihre Werke in Norderney (1959), Bussum (Nordholland, 1961), Amsterdam (1977), Stuttgart (1977), Hannover (1977), Greetsiel (1982 und 1984), Bochum (1988), Bremen (2003/2004), Leer (2003 und 2004), Norden (2003, 2006 und 2013), Edewecht (2005) und Juist (2006/2007).
Überdies hat sie sich seit 1948 häufig an Ausstellungen im In- und Ausland beteiligt. Dazu zählten Präsentationen in Münster, Bielefeld, Düsseldorf, München, Warschau, Posen, Krakau, in Schleswig, Tartu, Taiwan, Berlin und in ostfriesischen Ortschaften.
Vom 1. Dezember 2013 bis zum 2. März 2014 wurde im Emder Rathaus beziehungsweise dem Ostfriesischen Landesmuseum Emden zudem eine Retrospektive mit Werken von Hildegard Peters gezeigt, als Ausrichter fungierte die Ostfriesische Landschaft.

## Gesellschaftliches Engagement
1975/1976 war sie eine der Initiatoren des Kunstkreises Norden e.V. (heute: Kunstverein Norden e.V.), dessen Vorsitz sie ab 1984 viele Jahre innehatte. Zusammen mit anderen initiierte oder organisierte sie in Norden viele Ausstellungen regionaler und international bekannter Künstler. Zudem bot sie regelmäßig Studienfahrten in europäische Kunstmetropolen wie Amsterdam, Paris, Florenz, Rom oder Oslo an.
1976/1977 wirkte sie am Aufbau der Grafothek für Ostfriesland mit. Sie konzipierte eine Druckwerkstatt im Weiterbildungszentrum Norden (heute Kreisvolkshochschule Norden), die 1987 eingeweiht wurde. An der 1990 in Norden gegründeten Internationalen Norder Sommerakademie leitete sie viele Jahre Kurse in Ölmalerei.
Hildegard Peters engagierte sich seit Jahrzehnten im Bund Bildender Künstler Ostfriesland, einer Regionalorganisation des Bundesverbands Bildender Künstlerinnen und Künstler.
Zusammen mit ihrem Lehrer Otto Pankok protestierte Hildegard Peters als Studentin in den Nachkriegsjahren gegen die fortdauernde Diskriminierung von Sinti im Düsseldorfer Stadtteil Eller.
In der ersten Hälfte der 1980er Jahre gehörte Hildegard Peters zu jenen, die nachdrücklich gegen die 1983 erfolgte Aufstellung eines Heinrich-Heine-Denkmals auf Norderney protestierten, weil die Skulptur aus der Werkstatt von Arno Breker stammte, dem Lieblingsbildhauer Adolf Hitlers und Apologeten der „arischen Herrenrasse“. Die lokalen Gegner des Breker-Heine-Denkmals wurden dabei von akademischen Heine-Fachleuten wie Joseph Anton Kruse und Wilhelm Gössmann unterstützt. In diesem Zusammenhang verfasste Hildegard Peters einen Aufsatz, der 1984 im Heine-Jahrbuch publiziert wurde.

## Ehrungen
Die Ostfriesische Landschaft ehrte sie 1991 mit dem Upstalsboom-Taler und 2012 mit dem Indigenat. 1994 erhielt sie den  Niedersächsischen Verdienstorden. Die Stadt Norden zeichnete sie 2003 mit dem Stadtsiegel aus. Im August 2007 sprach ihr die Bürgerstiftung Norden den Förderpreis der Stiftung zu.

## Privates
Hildegard Peters hatte eine Tochter (* 1964). 1977 begann die Lebens- und Werkstattgemeinschaft von Hildegard Peters mit Michael Podulke (1922–1988). Zu ihren Hobbys zählten Klavier- und Querflötespielen.

## Film
- Die Malerin Hildegard Peters, Dokumentarfilm von Ralf-Peter Post, D 2013, 52 Minuten.[24]